# 台客劇場
台客劇場或者台客劇場 TKstory是一個由編導製作人林冠廷創建的YouTube科普頻道。影片的靈感來自台灣生活議題。話題範例是：環境問題、社會教化意義。

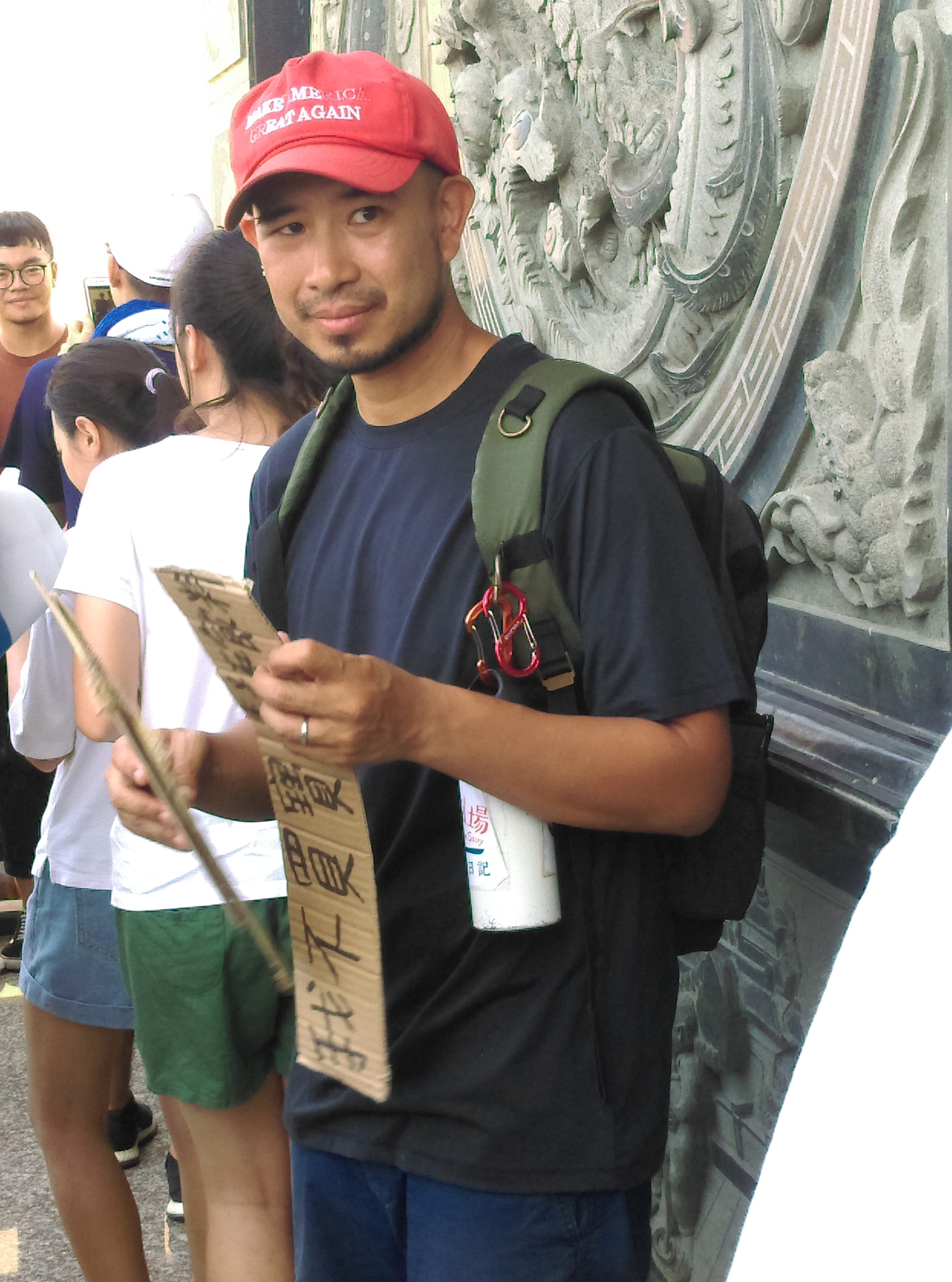
台客劇場林冠廷導演在台中高美溼地的淨灘場次。

在2017年6月1日台客劇場記錄垃圾在澎湖的海邊。 在2017年7月台客劇場頻道觀看次數突破千萬。
每支影片結尾，經常附上一句未註明出處的聖經經文。

## 獎項

### 2020年
| 日期    | 地區 | 頒獎機構   | 獎項                           |
| 2月29日 | 台灣 | 上班不要看 | 第2屆走鐘獎： - 《最佳攝影獎》 |
| 2月29日 | 台灣 | 上班不要看 | 第2屆走鐘獎： - 《最佳導演獎》 |
| 2月29日 | 台灣 | 上班不要看 | 第2屆走鐘獎： - 《最佳剪輯獎》 |

## 外部連結
- YouTube上的台客劇場頻道
- 台客劇場的Facebook專頁